# Episodi di Metropolitan Police (diciassettesima stagione)
La diciassettesima stagione della serie televisiva Metropolitan Police è stata trasmessa in anteprima nel Regno Unito dalla Independent Television tra il 5 gennaio 2001 e il 21 dicembre 2001.
| nº | Titolo originale                    | Titolo italiano | Prima TV UK       | Prima TV Italia |
| -- | ----------------------------------- | --------------- | ----------------- | --------------- |
| 1  | Appropriate Action                  |                 | 5 gennaio 2001    |                 |
| 2  | Criminal Practice                   |                 | 9 gennaio 2001    |                 |
| 3  | Upon Information Received           |                 | 12 gennaio 2001   |                 |
| 4  | No Victim                           |                 | 16 gennaio 2001   |                 |
| 5  | Common Language                     |                 | 19 gennaio 2001   |                 |
| 6  | PC Smith                            |                 | 23 gennaio 2001   |                 |
| 7  | Family Honour                       |                 | 26 gennaio 2001   |                 |
| 8  | Words of Wisdom                     |                 | 30 gennaio 2001   |                 |
| 9  | Out of the Frying Pan               |                 | 2 febbraio 2001   |                 |
| 10 | Mexican Stand-Off                   |                 | 6 febbraio 2001   |                 |
| 11 | Cruise Control                      |                 | 9 febbraio 2001   |                 |
| 12 | Real Crime                          |                 | 13 febbraio 2001  |                 |
| 13 | Home and Away                       |                 | 16 febbraio 2001  |                 |
| 14 | Going Under                         |                 | 20 febbraio 2001  |                 |
| 15 | Faultline                           |                 | 23 febbraio 2001  |                 |
| 16 | Long Shadows (Part 1)               |                 | 2 marzo 2001      |                 |
| 17 | Long Shadows (Part 2)               |                 | 6 marzo 2001      |                 |
| 18 | Higher Power                        |                 | 9 marzo 2001      |                 |
| 19 | Touched by Evil                     |                 | 16 marzo 2001     |                 |
| 20 | The Leopard (Part 1)                |                 | 20 marzo 2001     |                 |
| 21 | The Leopard (Part 2)                |                 | 23 marzo 2001     |                 |
| 22 | Tolerance (Part 1)                  |                 | 27 marzo 2001     |                 |
| 23 | Tolerance (Part 2)                  |                 | 30 marzo 2001     |                 |
| 24 | Promised Land                       |                 | 3 aprile 2001     |                 |
| 25 | Return of the Hunter                |                 | 6 aprile 2001     |                 |
| 26 | Tour of Duty                        |                 | 10 aprile 2001    |                 |
| 27 | Lies of Silence                     |                 | 13 aprile 2001    |                 |
| 28 | Over the Hill                       |                 | 17 aprile 2001    |                 |
| 29 | Head Over Heels                     |                 | 20 aprile 2001    |                 |
| 30 | Hitting Home                        |                 | 24 aprile 2001    |                 |
| 31 | Value Judgement                     |                 | 27 aprile 2001    |                 |
| 32 | Collateral Damage                   |                 | 1º maggio 2001    |                 |
| 33 | A Week of Nights (Part 1)           |                 | 4 maggio 2001     |                 |
| 34 | A Week of Nights (Part 2)           |                 | 8 maggio 2001     |                 |
| 35 | Wednesday                           |                 | 11 maggio 2001    |                 |
| 36 | Billy the Kid                       |                 | 15 maggio 2001    |                 |
| 37 | Still Crazy                         |                 | 18 maggio 2001    |                 |
| 38 | Complicity (Part 1)                 |                 | 25 maggio 2001    |                 |
| 39 | Complicity (Part 2)                 |                 | 1º giugno 2001    |                 |
| 40 | Suffer the Little Children          |                 | 8 giugno 2001     |                 |
| 41 | Happy and Glorious                  |                 | 15 giugno 2001    |                 |
| 42 | Gun Crazy (Part 1)                  |                 | 19 giugno 2001    |                 |
| 43 | Gun Crazy (Part 2)                  |                 | 22 giugno 2001    |                 |
| 44 | The Jury's Out                      |                 | 26 giugno 2001    |                 |
| 45 | Lick of Paint                       |                 | 29 giugno 2001    |                 |
| 46 | Temptation                          |                 | 3 luglio 2001     |                 |
| 47 | Envy                                |                 | 6 luglio 2001     |                 |
| 48 | Greed                               |                 | 10 luglio 2001    |                 |
| 49 | Redemption                          |                 | 13 luglio 2001    |                 |
| 50 | The Dark Side                       |                 | 17 luglio 2001    |                 |
| 51 | Angel Rooms                         |                 | 20 luglio 2001    |                 |
| 52 | Paint It Black                      |                 | 24 luglio 2001    |                 |
| 53 | Eye of the Lens                     |                 | 31 luglio 2001    |                 |
| 54 | Another Country                     |                 | 3 agosto 2001     |                 |
| 55 | Britanniamania 1: Going Underground |                 | 7 agosto 2001     |                 |
| 56 | Britanniamania 2: To Us and Ours    |                 | 10 agosto 2001    |                 |
| 57 | Britanniamania 3: Kick Off          |                 | 14 agosto 2001    |                 |
| 58 | Britanniamania 4: Stand by Me       |                 | 17 agosto 2001    |                 |
| 59 | Beech on the Run                    |                 | 19 agosto 2001    |                 |
| 60 | On a Clear Day                      |                 | 14 settembre 2001 |                 |
| 61 | Come Live with Me                   |                 | 18 settembre 2001 |                 |
| 62 | In Another Life                     |                 | 21 settembre 2001 |                 |
| 63 | Crush                               |                 | 25 settembre 2001 |                 |
| 64 | Liquid City                         |                 | 28 settembre 2001 |                 |
| 65 | A Pound of Flesh                    |                 | 2 ottobre 2001    |                 |
| 66 | Home Run                            |                 | 5 ottobre 2001    |                 |
| 67 | Debt of Love                        |                 | 9 ottobre 2001    |                 |
| 68 | Blood and Money                     |                 | 12 ottobre 2001   |                 |
| 69 | Hidden Agenda                       |                 | 16 ottobre 2001   |                 |
| 70 | Lifelines                           |                 | 19 ottobre 2001   |                 |
| 71 | Sacrifice                           |                 | 26 ottobre 2001   |                 |
| 72 | White Cliffs of Dover               |                 | 2 novembre 2001   |                 |
| 73 | The Value of Nothing                |                 | 9 novembre 2001   |                 |
| 74 | Money Man                           |                 | 16 novembre 2001  |                 |
| 75 | Beyond the Call                     |                 | 20 novembre 2001  |                 |
| 76 | Night Games                         |                 | 23 novembre 2001  |                 |
| 77 | Aftershock                          |                 | 27 novembre 2001  |                 |
| 78 | Compulsion                          |                 | 30 novembre 2001  |                 |
| 79 | Shout                               |                 | 4 dicembre 2001   |                 |
| 80 | Judas Kiss                          |                 | 7 dicembre 2001   |                 |
| 81 | Slash and Burn                      |                 | 11 dicembre 2001  |                 |
| 82 | For Better, for Worse               |                 | 14 dicembre 2001  |                 |
| 83 | Special Attention                   |                 | 18 dicembre 2001  |                 |
| 84 | Lure of the Sirens                  |                 | 20 dicembre 2001  |                 |
| 85 | The Risk Factor                     |                 | 21 dicembre 2001  |                 |